# 梅思繁
梅思繁（1982年—），上海人，中国当代作家，翻译家。

## 简介

### 少年
父亲梅子涵为知名儿童文学作家，他的实名作品《女儿的故事》描写了梅思繁的成长历程。
在《少年文艺》、《少女》等多家少年杂志开设专栏，1999年开始在《少女》杂志连载校园生活题材的《吴小强系列故事》。
2001年高三时在北京少年儿童出版社出版《秀逗男生》。
2001年获新概念作文大赛一等奖，获奖作文题为《朝北教室的风筝》。同年考入上海戏剧学院，专业为广播电视编导，获学士学位后赴法国进修。

### 青年
获得巴黎索邦大学法国文学与比较文学硕士学位。

## 主要作品

### 长篇小说
- 2001年
  - 《秀逗男生》，少女私书坊丛书，北京少年儿童出版社

### 评论、随笔集
- 2003年
  - 《校园PT》，狐朋狗友校园系列，东方出版中心
  - 《朝北教室的风筝》，风筝丛书，少年儿童出版社
- 2008年
  - 《假如明天没有太阳》，新概念作文10年纪念版，万卷出版公司

### 翻译作品
法语小说
- 2009年
  - 《罗伯特的三次报复行动》，[法]让·克劳德·穆莱瓦，新蕾出版社
- 2010年
  - 《十五岁的船长》，[法]儒勒·凡尔纳，人民文学出版社
- 2011年
  - 《诺和我》，[法]德尔菲娜·德·维冈，台湾小鲁文化
- 2012年
  - 《风沙星辰》，[法]安东尼·德·圣埃克苏佩里，湖南文艺出版社

法语图画书
- 2004年
  - 《小猫福莱溜冰记：给我讲故事系列第一辑7》，[比]吕西安·埃维尔，上海人民美术出版社
  - 《一模一样的小兔兄弟》（全五册），[比]让娜·卡普，上海人民美术出版社
- 2005年
  - 《兔子小白系列》（全10册），[法]玛丽·弗朗斯·弗卢里，四川少年儿童出版社
- 2006年
  - 《艾特熊与赛娜鼠》，[比]嘉贝丽·文生，上海人民美术出版社
    - 《相片的故事》
    - 《小棚屋》
    - 《迷宫游戏》

- 2007年
  - 《艾特熊与赛娜鼠》系列，[比]嘉贝丽·文生，上海人民美术出版社
    - 《艾特跌倒了》
    - 《一首歌》
    - 《赛娜的鬼主意》

  - 《蓝精灵斯卡娅》，[英]戴茜·梅多，少年儿童出版社
  - 《绿精灵翡翠恩》，[英]戴茜·梅多，少年儿童出版社
- 2008年

- 2009年
  - 《罗伯特的三次报复行动》，[法]让·克劳德·穆莱瓦，新蕾出版社
  - 《冒失的小松鼠灰灰》，[比]马德莱娜·拉永，上海人民美术出版社
  - 《艾特熊与赛娜鼠》系列，[比]嘉贝丽·文生，上海人民美术出版社
    - 《赛娜的困惑》
    - 《那个夏天》
    - 《赛娜的身世》
    - 《我们在一起的日子》
    - 《街头音乐家》
- 2010年
  - 《兔子和刺猬的故事》，[英]保罗·斯图尔特，明天出版社
    - 《生日礼物》
    - 《兔子的愿望》
    - 《留下一点冬天》
    - 《你还记得什么》

  - 《小兔汤姆：汤姆变形记》，[法]玛丽·阿利娜·巴文，海燕出版社
  - 《小老虎卡路》（全15册），[法]迪帝尔·勒文，少年儿童出版社
  - 《老人和猫》，[比]嘉贝丽·文生，湖北美术出版社
  - 《幸福的小熊》，[比]嘉贝丽·文生，湖北美术出版社
- 2011年
  - 《小小人的大面包》，[法]皮埃尔·德利耶，湖南美术出版社
  - 《敌人》(L’ennemi)，[意]大卫·卡利，明天出版社
  - 《我爱想象 创意培养绘本》，[美]帕特里克·麦克道奈尔，湖南少年儿童出版社
  - 《诺和我》，[法]德尔菲娜·德·维冈，台湾小鲁文化
  - 《宝贝，亲亲》系列，晨光出版社
    - 《最爱的朋友：关于爱的话儿》，[法]维尔日妮·阿纳，晨光出版社
    - 《我爱你：关于爱的表达》，[法]贝内迪克特·卡尔博内依，晨光出版社
    - 《我的小小心：关于爱的心情》，[法]法布里斯·加谢，晨光出版社
    - 《亲吻：关于爱的亲吻》，[法]塞莉玛·芒迪纳，晨光出版社
    - 《拥抱：关于爱的拥抱》，[法]凯蒂·法盖德，晨光出版社
    - 《妈妈你是个奇迹：献给最爱的妈妈》，[法]奥莉耶娜·拉勒芒，晨光出版社

  - 《天上的帆船》，[英]昆廷·布莱克，北京联合出版公司